# قط مصري

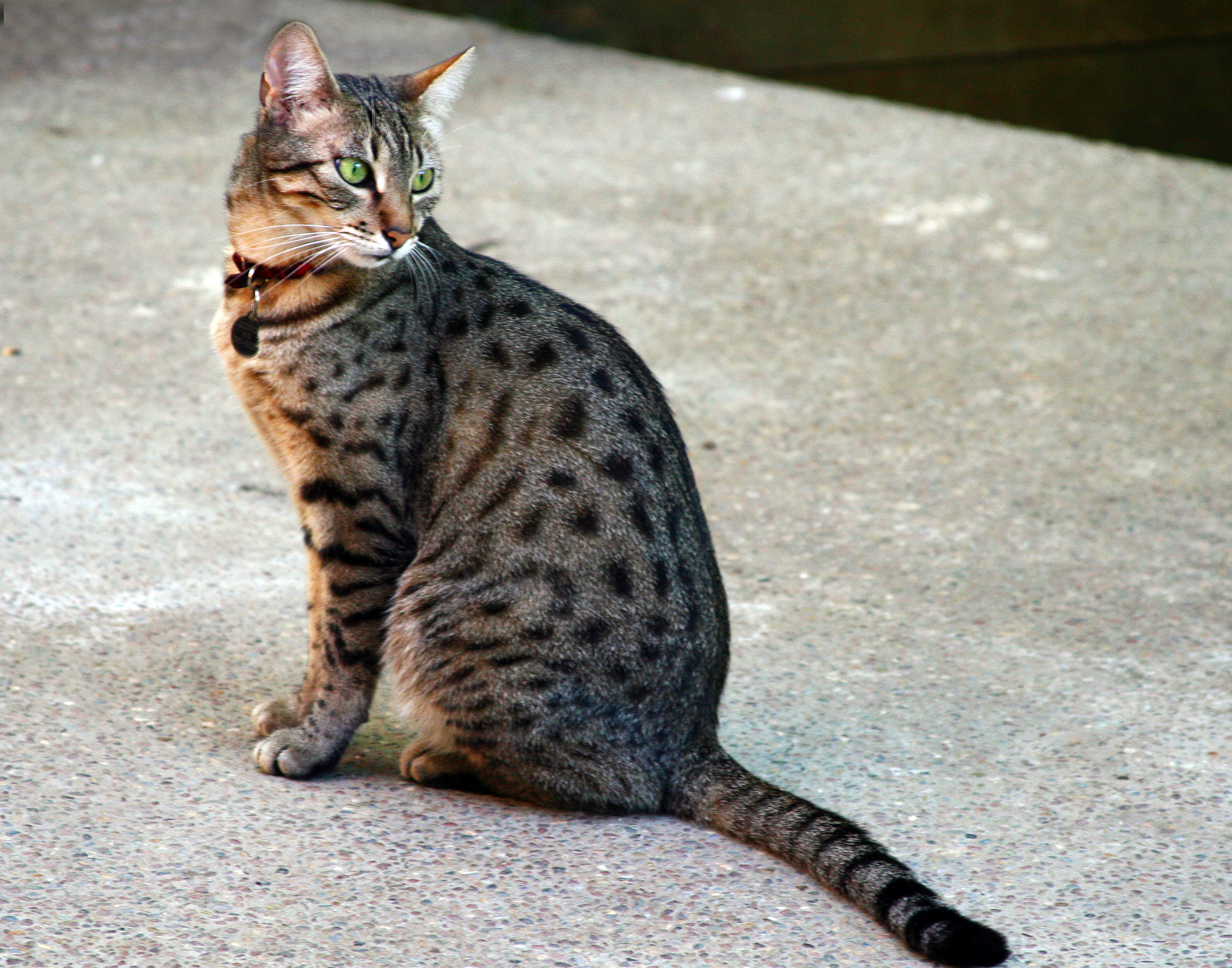
القط المصري

القط المصري وردت صورة لهذا القط في أحد النقوش المصرية التي يعود تاريخها إلى العام (1400) ق.م. أما في العصر الحديث فإن تاريخه يعود إلى عام (1953) للميلاد عندما تم تهجين قط مصري جلبته الأميرة ناتالي تروتبسكوي إلى إيطاليا مع قط مصري آخر فولد لهما جروان، وهكذا ولد القط الذي سمي الماو المصري. إذ أن كلمة «ماو» تعني قط باللغة المصرية القديمة.
حجمه متوسط، متين ورشيق، قوائمه طويلة جداً، رأسه مستدير مستدق الحنك، أذناه كبيرتان، حادتان من الأطراف وعيناه لوزيتا الشكل بلون أصفر أو أخضر، وذيله طويل ومستدق من نهايته. معطفه حريري كثيف ولماع متوسط الطول وتوجد ألوان متباينة منه، فقد يكون فضي بعلامات فحمية أو برونزي أو دخاني بعلامات سوداء.
وهذه السلالة أكثر شبها بالقطط الحبشية من القطط السيامة، وللماو فرو مرقط بعلامات مميزة تتوزع عشوائيا على خلفية باهتة، كما توجد علامه (M) على الجبهة وخطوط بين الأذنين وعلى الخدين ولا يوجد منها إلا ثلاثة ألوان وهي الفضي والبرونزي والدخاني.